# Magyar Pékségkereső
A Magyar Pékségkeresőt a magyar tulajdonú, Magyar Pékség védjeggyel rendelkező üzletek elérhetőségeit összegyűjtő portált a Magyar Pékszövetség hozta létre abból a célból, hogy a vásárlók a hozzájuk közel eső, kiváló minőségű pékárukat készítő üzletek elérhetőségét egyetlen portálon megtalálják.
A Magyar Pékség védjegy program segít a fogyasztóknak abban, hogy eligazodjanak a piacon, tudják, hol lehet magyar búzából, magyar munkaerővel készült magyar pékárut kapni, amelyek megfelelnek a Magyar Élelmiszerkönyv valamennyi elvárásának. A programhoz valamennyi, magyar tulajdonú, pékszövetségi tagsággal rendelkező pékség csatlakozhat. Eddig több mint 400 üzlet jogosult a védjegy használatára. A pékségkereső körülbelül 400 pékáru szaküzlet címét, nyitvatartását, e-mail címét, különlegesebb termékeit és fotóját tartalmazza.